# Sedlo Jama
Sedlo Jama (1006 m) – przełęcz w zachodniej części Niżnych Tatr na Słowacji w tzw. Grupie Salatynów.
Przełęcz Teplice znajduje się pomiędzy szczytami Brankov (1177 m) i Veľký Brankov (1134 m) w najbardziej na północny zachód wysuniętym grzbiecie Niżnych Tatr. Zachodnie stoki przełęczy opadają do doliny Revúcy i wcina się w nie dolinka bezimiennego potoku. Wschodnie stoki opadają do Ludrovskiej doliny i również wcina się w nie dolinka potoku uchodzącego do Ludrovčanki. Rejon przełęczy, jak i jej stoki zajmuje spora hala z szałasem. Z powodu zaprzestania użytkowania stopniowo zarasta lasem.
Przełęcz, podobnie, jak i otaczające ją szczyty zbudowana jest ze skał wapiennych. Znajduje się w obrębie Parku Narodowego Niżne Tatry.

## Turystyka
Przez przełęcz Jama prowadzi zielony szlak turystyczny.
  Biely Potok (Rużomberk) – Brdisko – Kutiny – Ostré – sedlo Teplice – Priehyba – Brankov – sedlo Jama – Veľký Brankov – Podsuchá. Odległość 11,6 km, suma podejść 1000 m, suma zejść 955 m, czas przejścia 5,10 h (z powrotem 5,20 h)